# ماي ماي وين
ماي ماي وين (بالبورمية: မေမေဝင်း၊) هي راقصة وممثلة ميانمارية، ولدت في 1908، وتوفيت في 17 أبريل 1981.